# Kobylnice (Eslováquia)
Kobylnice é um município da Eslováquia, situado no distrito de Svidník, na região de Prešov. Tem 10,42 km² de área e sua população em 2018 foi estimada em 95 habitantes.

## Demografia
| Ano:        | 1994 | 2004 | 2014    | 2024    |
| ----------- | ---- | ---- | ------- | ------- |
| Broj ljudi: | 100  | 109  | 98      | 85      |
| Razlika:    |      | +9%  | -10,09% | -13,26% |

| Ano:               | 2023 | 2024   |
| ------------------ | ---- | ------ |
| Número de pessoas: | 89   | 85     |
| Diferença:         |      | -4,49% |